# 新江湾城站
新江湾城站是上海轨道交通10号线的一座地下车站，位于上海市杨浦区淞沪路与殷行路交叉口东侧、横跨殷行路，地处杨浦区新江湾城，车站由此得名。
本站于2010年4月10日随10号线一起启用。本站原为10号线东端的起始站，在2020年12月26日10号线二期通車后，本站是10号线部分小交路的起始站。

## 车站结构

### 楼层分布
新江湾城站共有三层。其中大部分出口设于地面，地下一层设有车站商圈和站厅；地下二层设有10号线使用的岛式站台2座。
| 地面层   | 出入口   | 1-7出入口                                     |  |  |
| 地下一层 | 站厅     | 票务服务、自动售票机、人工服务台              |  |  |
| 地下二层 |          | █ 10号线 往虹桥火车站（殷高东路）             |  |  |
|          | 岛式站台 |                                               |  |  |
|          |          | █ 10号线 站前折返，折返后往航中路（殷高东路） |  |  |
|          | 岛式站台 |                                               |  |  |
|          |          | █ 10号线 往基隆路（国帆路）                   |  |  |

### 站台
新江湾城站共设有3条股道、2个岛式站台。
10号线新江湾城站—基隆路站开通之前，只使用其中一条股道作为10号线列车到发线使用，其余股道作为预留不使用，留待10号线二期工程投入运营后使用。
新江湾城站一共设有两个岛式站台，在10号线北段新江湾城站至基隆路站的路段启用后，10号线航中路站至新江湾城站的区间车在本站停靠中间站台，开双侧车门，并站前折返，乘客可从右侧车门下车在4号站台换乘往基隆路方向的列车。

## 车站出口
新江湾城站设置7个出口，位于淞沪路东西、殷行路南北。至2023年10月已开通有6个出口，预留4号口未开通，站厅中部靠近2号口设有廁所，6号口设有地面至站台、站厅至站台的电梯各一部，出口信息如下：
| 出口编号     | 出口指示       | 照片 |
| ------------ | -------------- | ---- |
| 1 · 出口     | 殷行路         |      |
| 2 · 出口     | 淞沪路，殷行路 |      |
| 3 · 出口     | 淞沪路，殷行路 |      |
| · （未开通） | 淞沪路         |      |
| 5 · 出口     | 淞沪路         |      |
| 6 · 出口     | 淞沪路，殷行路 |      |
| 7 · 出口     | 淞沪路         |      |

## 接驳交通

### 公交
- 淞沪路殷行路站（轨道交通10号线新江湾城站）：168路、538路、1201路、1218路、1226路、1228路、1255路、1256路[6][7]
- 殷行路淞沪路站（轨道交通10号线新江湾城站）：538路、1201路、1255路[6][7]